# Franjo Fancev
Franjo Fancev (Virje, 24. rujna 1882. – Zagreb, 31. ožujka 1943.) bio je hrvatski knjižničar, filolog i povjesničar književnosti.
Pohađao je gimnaziju u Bjelovaru i Klasičnu gimnaziju u Zagrebu koju je završio 1902. godine. Studirao je slavensku i romansku filologiju u Zagrebu i Beču. Radio je kao profesor u Bjelovaru te knjižničar i ravnatelj Sveučilišne knjižnice u Zagrebu. Od 1922. do smrti bio je profesor starije hrvatske književnosti na Filozofskom fakultetu u Zagrebu. Urednik je "Građe za povijest književnosti hrvatske". Proučavao je kajkavski dijalekt, jezik protestantskih hrvatskih pisaca te latiničke spomenike crkvene književnosti 14. i 15. stoljeća, što ga je dovelo do spoznaje o jedinstvenosti hrvatske književnosti bez obzira na tri pisma i na crkvenu i političku rascjepkanost hrvatskog prostora.

## Vanjske poveznice
- Fancev, Franjo Hrvatska enciklopedija. LZMK
- LZMK / Proleksis enciklopedija: Fancev, Franjo
- LZMK / Hrvatski biografski leksikon: Fancev, Franjo (autor: Josip Bratulić, 1998.)